# Баундари
Окръг Баундари (на английски: Boundary County) е окръг в щата Айдахо, Съединени американски щати. Площ 3311 km² (1,53% от площта на щата, 23-то място). Население – 11 922 души (2017), гъстота 3,6 души/km². Административен център град Бонърс Фери.
Окръгът е разположен в крайната севена част на щата. На запад граничи с щата Вашингтон, на север – с Канада, на изток – с щата Монтана и на юг – с окръг Бонър. Релефът е планински, като западният му регион е зает от южните части на планината Селкирк, североизточния – от южните части на планината Пърсел, а югоизточния – от северозападните части на планината Кабинет, всички части от Скалистите планини. Максимална височина връх Паркър 7670 f (2337 m), издигащ се в планината Селкирк. От югоизток на северозапад, в т.ч. и през административния център Бонърс Фери преминава част от долното течение на река Кутни (ляв приток на Колумбия).
Най-голям град в окръга е административният център Бонърс Фери 2543 души (2010 г.), а втори по големина е град Мои Спрингс 718 души (2010 г.).
През окръга преминават участъци от 2 междущатски шосета:
- Междущатско шосе  – 33,7 мили (54,2 km), в югоизточната част;
- Междущатско шосе  – 46 мили (74 km), от юг на север.

Окръгът е основан на 23 януари 1915 г. и е наименуван Баундари (на английски: Boundary – граница), поради това, че е разположен на границата с Канада и между щатите Вашингтон и Монтана.